# Dương Công Lập
Dương Công Lập (sinh năm 1959) là thẩm phán trung cấp người Việt Nam đã nghỉ hưu. Ông nguyên là Chánh án Tòa án nhân dân tỉnh Bạc Liêu (2014-2019). Ông từng là Chánh án Tòa án nhân dân tỉnh Sóc Trăng.

## Tiểu sử
Dương Công Lập sinh năm 1959, quê quán tại xã Mỹ Quới, huyện Thạnh Trị, tỉnh Sóc Trăng.
Dương Công Lập có bằng Cử nhân Luật.
Từ năm 2010 đến 1 tháng 4 năm 2014, Dương Công Lập là Chánh án Tòa án nhân dân tỉnh Sóc Trăng.
Từ ngày 1 tháng 4 năm 2014, Dương Công Lập, thẩm phán trung cấp, Chánh án Tòa án nhân dân tỉnh Sóc Trăng được Chánh án Tòa án nhân dân tối cao Việt Nam điều động tới làm Chánh án Tòa án nhân dân tỉnh Bạc Liêu, đổi vị trí cho ông Trần Hùng Dũng, Chánh án Tòa án nhân dân tỉnh Bạc Liêu về làm Chánh án Tòa án nhân dân tỉnh Sóc Trăng.
Tháng 6 năm 2019, Dương Công Lập là Tỉnh ủy viên, Bí thư Ban cán sự Đảng, Bí thư Đảng ủy, Chánh án Tòa án nhân dân tỉnh Bạc Liêu.
Tháng 11 năm 2019, ông nghỉ hưu.